# 優勝美地瀑布

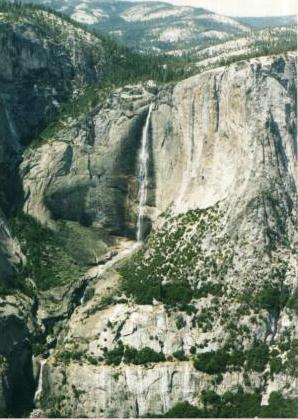
從約8000呎的高度俯瞰4分之3的優勝美地瀑布

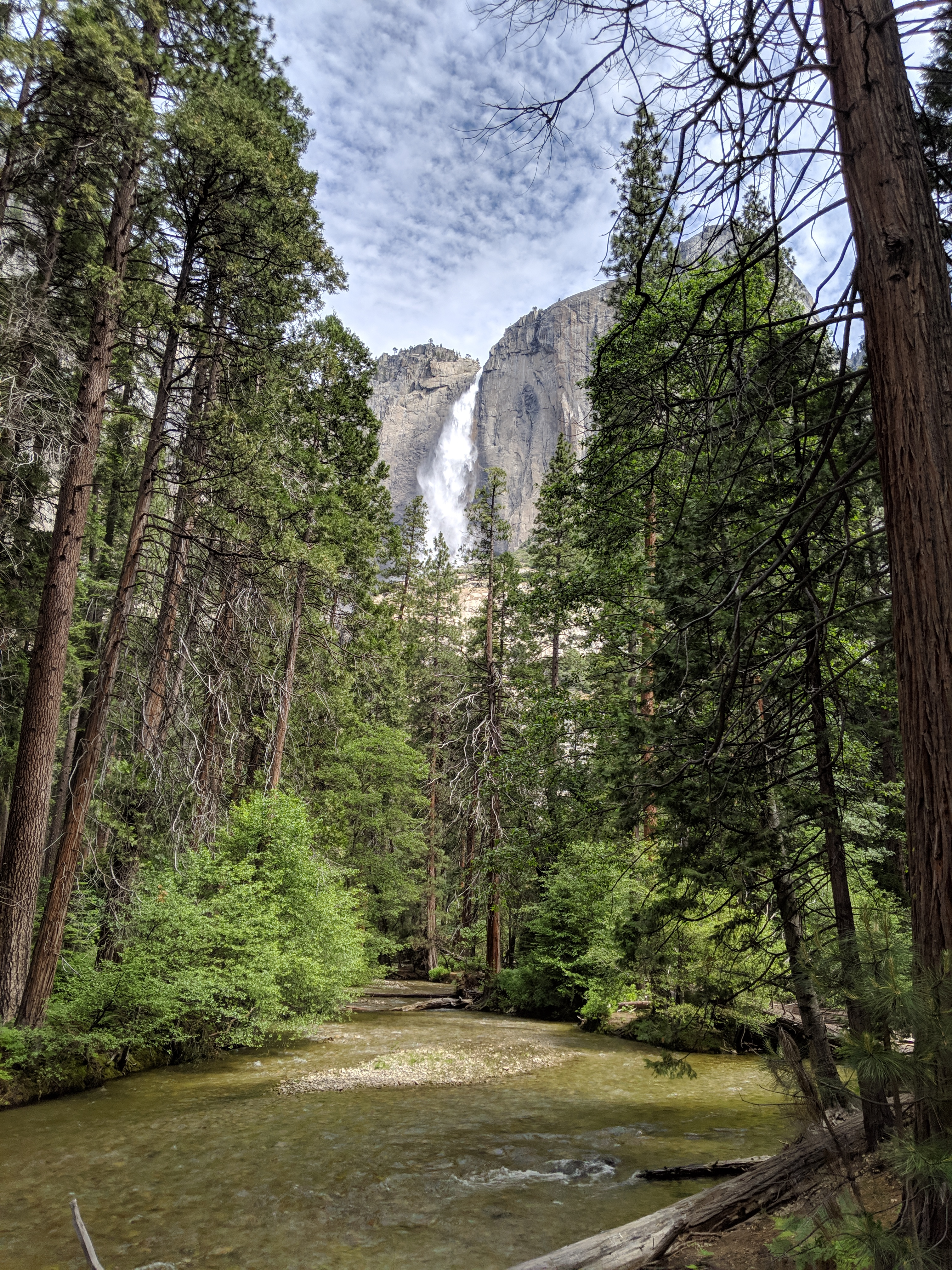
仲夏季節的上優勝美地瀑布

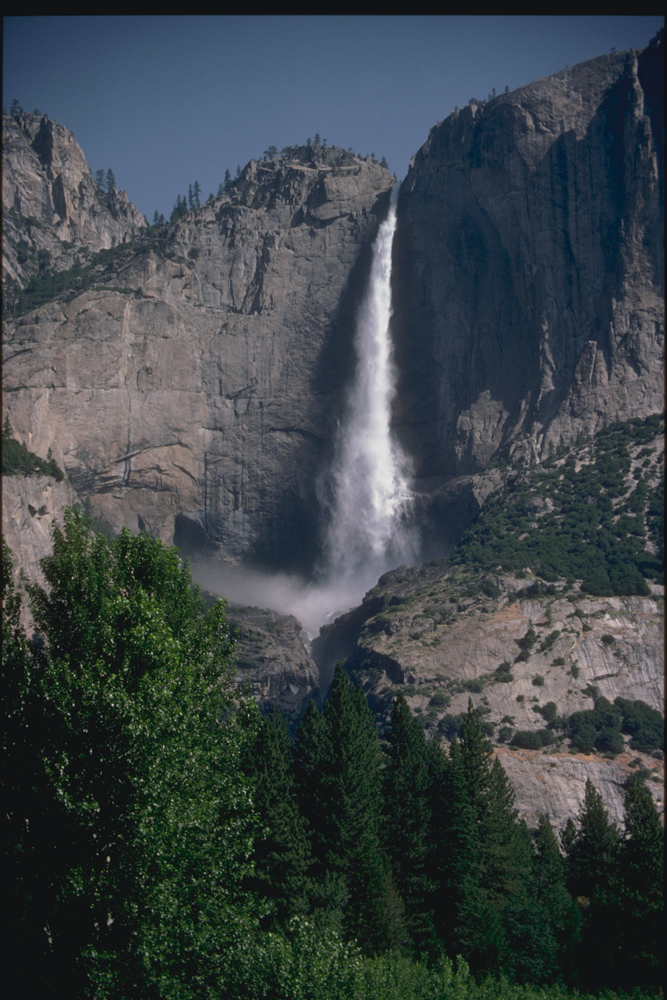
水量充沛時期的優勝美地瀑布

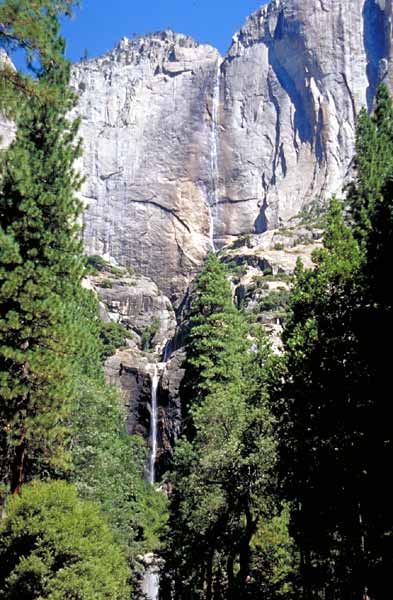
水量較少時期的優勝美地瀑布

優勝美地瀑布（Yosemite falls），是北美洲落差最大的瀑布，位於美國加州內華達山脈，屬於優勝美地國家公園，其最壯觀的季節在春末，水量充沛，氣勢驚人。又譯為约塞米蒂瀑布。
優勝美地瀑布全高為739公尺（2425呎），一共可分為三段，瀑布的落差距離排名世界第六，雖然在外觀看來僅有上優勝美地瀑布與下優勝美地瀑布兩段，但事實上包括了中間的落差地帶，這三段分別是：
1. 436（1,430英尺）高的上優勝美地瀑布（又稱「大優勝美地瀑布」），這一段瀑布獨自的高度已可列入全世界20個最高瀑布當中，有數條從優勝美地谷地，或是外部山區的登山步道可達此瀑布的頂端或底部，主要的水源來自鷹溪平原（Eagle Creek Meadow）支流：優勝美地溪（Yosemite Creek），多個水道在此匯集，並自峭壁頂端猛烈衝擊而下，造成了上優勝美地瀑布。
2. 在上下兩瀑布之間的落差區，有幾個小潭，一般稱此區為湍流區（the cataracts）。這一區的高度有675呎，差不多是下優勝美地瀑布的兩倍高度，因為地理上的外觀阻礙，這一塊區域不容易全部看到，入口也很難被發現，最佳的觀看角度是在往上優勝美地瀑布的步道上自己尋找可見的角度。國家公園對此區亦有特別警告，對喜好攀岩者，此區的風險必須自負，如需搜救行動，因地形難達，所以花費甚多。
3. 下優勝美地瀑布（也稱小優勝美地瀑布）高有320英尺（98），有相當容易的步道可達（輪椅亦可），因此往往是遊客最多的地方，優勝美地溪到此往默塞德河流去，如同該山區的其他溪流，優勝美地溪在這裡產生了許多激流和亂流，整個地形也相當潮濕與濕滑。

在降雪量比較少的年份，優勝美地瀑布在夏末或秋初就因水量減少而逐漸消失，此時往往有攀岩者趁機挑戰從岩面攀登而上，此舉在突如其來的午后雷陣雨中，是相當冒險的，瀑布可能突然出現，水量足以將攀岩者衝落。
下優勝美地瀑布可從優勝美地旅館旁的步道到達，上優勝美地瀑布則需由向陽營地Sunnyside Campground的入口進入，此步道相當陡峭、險峻、不少路段亦相當粗糙、容易滑倒，來回行程長度是6.4英里（10.3），落差達2,700英尺（820），預計來回行程要花6～8小時。其他通往上優勝美地的步道，主要是由北方的Tioga Road前來。
關於其北美最高瀑布的爭議、有一說是華盛頓州的殖民地溪瀑布（Colonial Creek Falls）新量測出來的結果可能高於此瀑布有150英呎。然而此說法尚未被證實。

## 外部連結
- 世界瀑布資料庫中的優勝美地瀑布
- 優勝美地瀑布的空中照片 （页面存档备份，存于）
- 1901年的優勝美地瀑布老照片 （页面存档备份，存于）
- 用google看優勝美地瀑布的圖片